# オジロビタキ
オジロビタキ（尾白鶲、学名：Ficedula albicilla ）は、スズメ目ヒタキ科ノビタキ亜科に分類される鳥類の一種である。

## 分布
ヨーロッパ東部からロシア、シベリア、カムチャッカ半島までのユーラシア大陸の亜寒帯で繁殖し、冬期はインドや東南アジア方面に渡り越冬する。
日本では旅鳥または冬鳥として渡来するがまれである。単独で観察されることが多い。日本で越冬する個体は少なく、ほとんどが雌か若鳥である。

## 形態
全長約12cm。雄は上面が灰褐色で、尾羽は黒褐色だが外側は白い。喉は橙色。胸は灰白色で腹から尾筒にかけてはやや汚れた白色。雌は上面が淡い灰褐色で、喉は淡色である。嘴は雌雄とも黒色。

## 生態

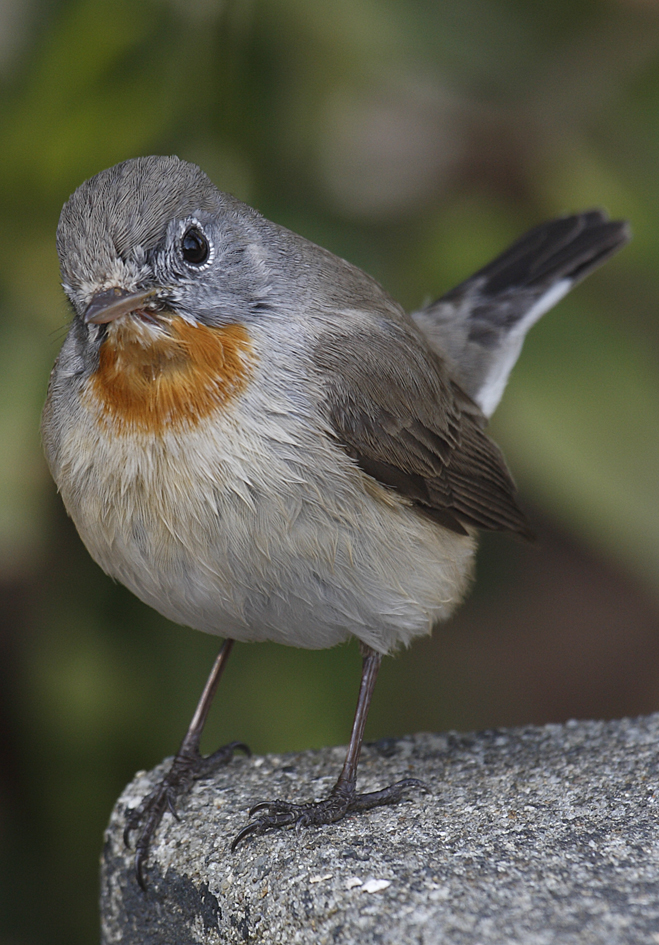
オジロビタキ 雄（徳島市、2007年3月17日撮影）

針葉樹林や広葉樹林に平地から山地まで生息する。森林内の開けた場所や、明るい森林の樹洞などに枯れ葉や草で巣を作り、5～6月に4～7個の卵を産む。雌だけが12～13日卵を温める。なお日本では繁殖しない。飛翔昆虫類などの節足動物を捕食するが、キビタキ属では珍しく地上で捕食することが多い。その他、木の実も採食する。
木の枝等にとまっている時に、尾をよく上下に振る。
地鳴きは小さい声で「ジッ　ジッ　ジッ」、「ビティティティ」など。繁殖期には「ちゅ、ちゅ、ピッピー」などとさえずる。

## 近似種
- ニシオジロビタキ 英名 Red-breasted flycatcher（学名：F.parva）

ユーラシア大陸西部で繁殖。日本では、愛知県、大阪府、鹿児島県で記録がある。
以前は亜種と考えられていた。